# Margareta Hasbjörnsdatter
Margareta Estrid Hasbjörnsdatter, o Asbjörnsdatter (1058 circa – 17 aprile 1093), fu regina consorte di Danimarca, come consorte di re Aroldo III di Danimarca (1041-1080).
Margareta era la figlia dello jarl Asbjörn Ulfsen, zio dello stesso Aroldo; era quindi cugina del suo sposo. Non si hanno testimonianze certe che la coppia ebbe figli.
Dopo la morte di Aroldo, suo fratello Canuto prese il trono, che confermerebbe la teoria della mancanza di discendenza maschile di Aroldo e Margareta.
Nel 2003 è stato effettuato un test del DNA sui resti che si credeva fossero appartenuti alla principessa Estrid Svendsdatter (la nonna di Margareta, in quanto madre di Asbjörn nonché del re Sweyn II di Danimarca) e conservati in un pilastro nella parte nordorientale della cattedrale di Roskilde, in Danimarca, di fianco alla sepoltura di Sweyn II. Le analisi hanno mostrato che i resti appartengono ad una donna senza relazioni familiari dirette con il re e non più vecchia di 35 anni, mentre documenti storici indicano che Estrid morì all'età di circa 70 anni. Una nuova teoria sembra prevalere, secondo la quale Sweyn II fu sepolto di fianco alla nipote e nuora Margareta (anch'essa portava il nome Estrid, a giustificazione dell'iscrizione alla base della tomba), anziché accanto alla madre.